# Luonteri
Luonteri este o arie protejată (arie specială de conservare — SAC, sit de importanță comunitară — SCI) din Finlanda întinsă pe o suprafață de 8.441 ha, integral pe uscat.

## Localizare
Centrul sitului Luonteri este situat la coordonatele 61°37′20″N 27°50′42″E / 61.6222°N 27.845°E.

## Înființare
Situl Luonteri a fost declarat sit de importanță comunitară în august 1998 pentru a proteja 4 specii de animale. Situl a fost protejat și ca arie specială de conservare în aprilie 2015.

## Biodiversitate
Situată în ecoregiunea boreală, aria protejată conține 10 habitate naturale: Lacuri și iazuri distrofice naturale, Cursuri de apă de la nivel de câmpie la nivel montan, cu vegetație Ranunculion fluitantis și Callitricho-Batrachion, Mlaștini turboase de tranziție și turbării mișcătoare, Izvoare fino-scandinave și mlaștini produse de izvoare bogate în minerale, Pante stâncoase silicioase cu vegetație casmofită, Roci stâncoase cu vegetație pionieră de Sedo-Scleranthion sau Sedo albi-Veronicion dillenii, Taiga vestică, Păduri fino-scandinave bogate în ierburi cu Picea abies, Păduri caducifoliate de mlaștină fino-scandinave, Mlaștini împădurite.
La baza desemnării sitului se află mai multe specii protejate:
- mamifere (3): vidră de râu (Lutra lutra), veveriță zburătoare siberiană (Pteromys volans), Pusa hispida saimensis
- nevertebrate (1): fluturele flitirar (Euphydryas maturna)

Pe lângă speciile protejate, pe teritoriul sitului au mai fost identificate 1 specie de plante, 1 specie de păsări, 2 specii de mamifere, 5 specii de pești.